# Korzybiel biały
Korzybiel biały (Canella winterana (L.) Gaertner) – gatunek wiecznie zielonego drzewa z monotypowego rodzaju korzybiel (Canella P. Browne) z rodziny kanellowatych (Canellaceae). W stanie dzikim występuje na terenach Florydy w USA, na Antylach i Wyspach Bahama. 

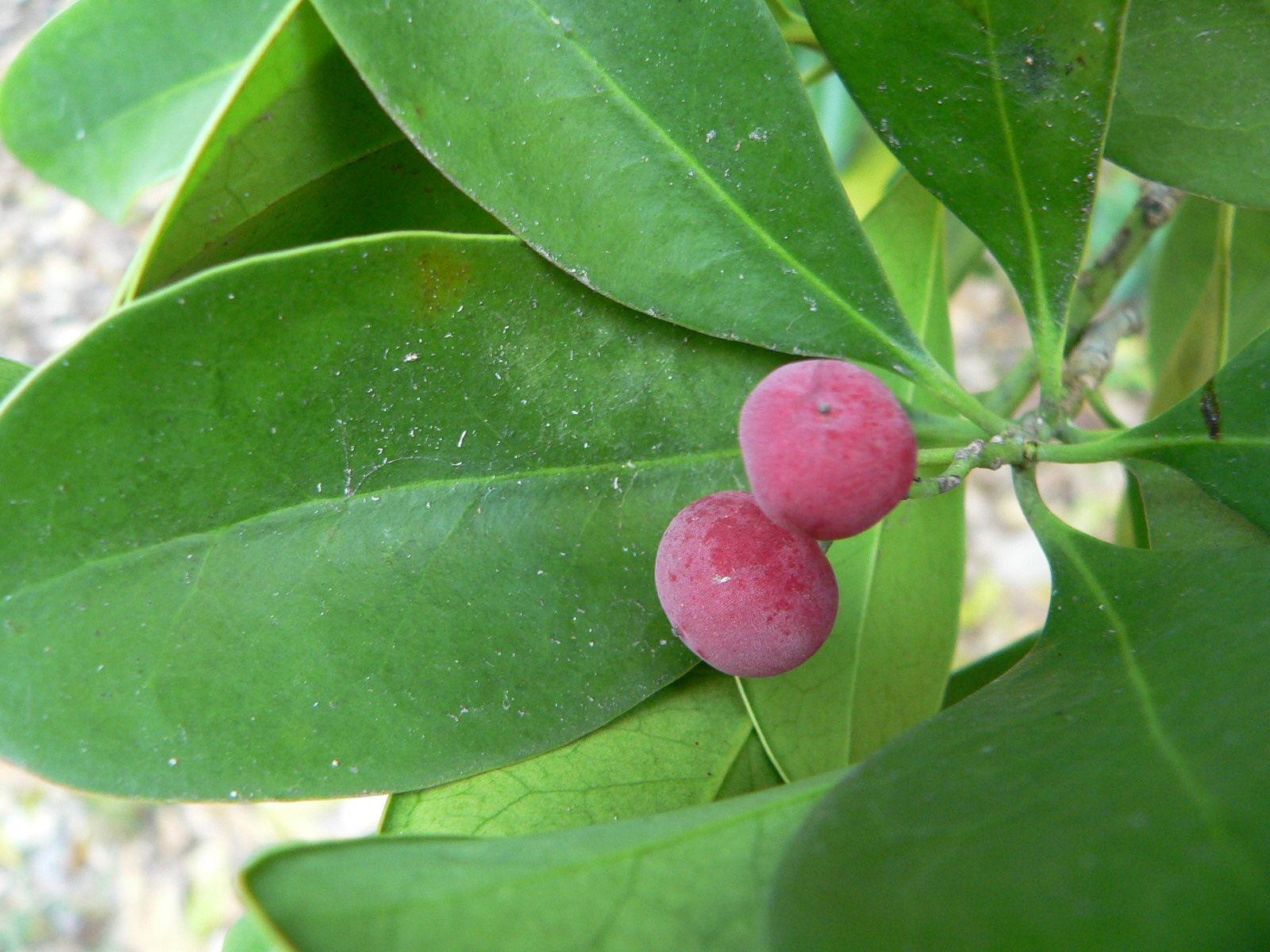
Owoce

Gatunek opisany jako Laurus winterana przez Karola Linneusza (Sp. Pl. 1: 371. 1753.) oraz jako Canella alba przez Johana Andreasa Murraya.

## Zastosowanie
Roślina przyprawowa. Z wysuszonej kory korzybiela otrzymuje się cynamon biały. Jest on przyprawą używaną głównie w Ameryce, używany też jako dodatek do likierów.